# Patrulla aérea de combate

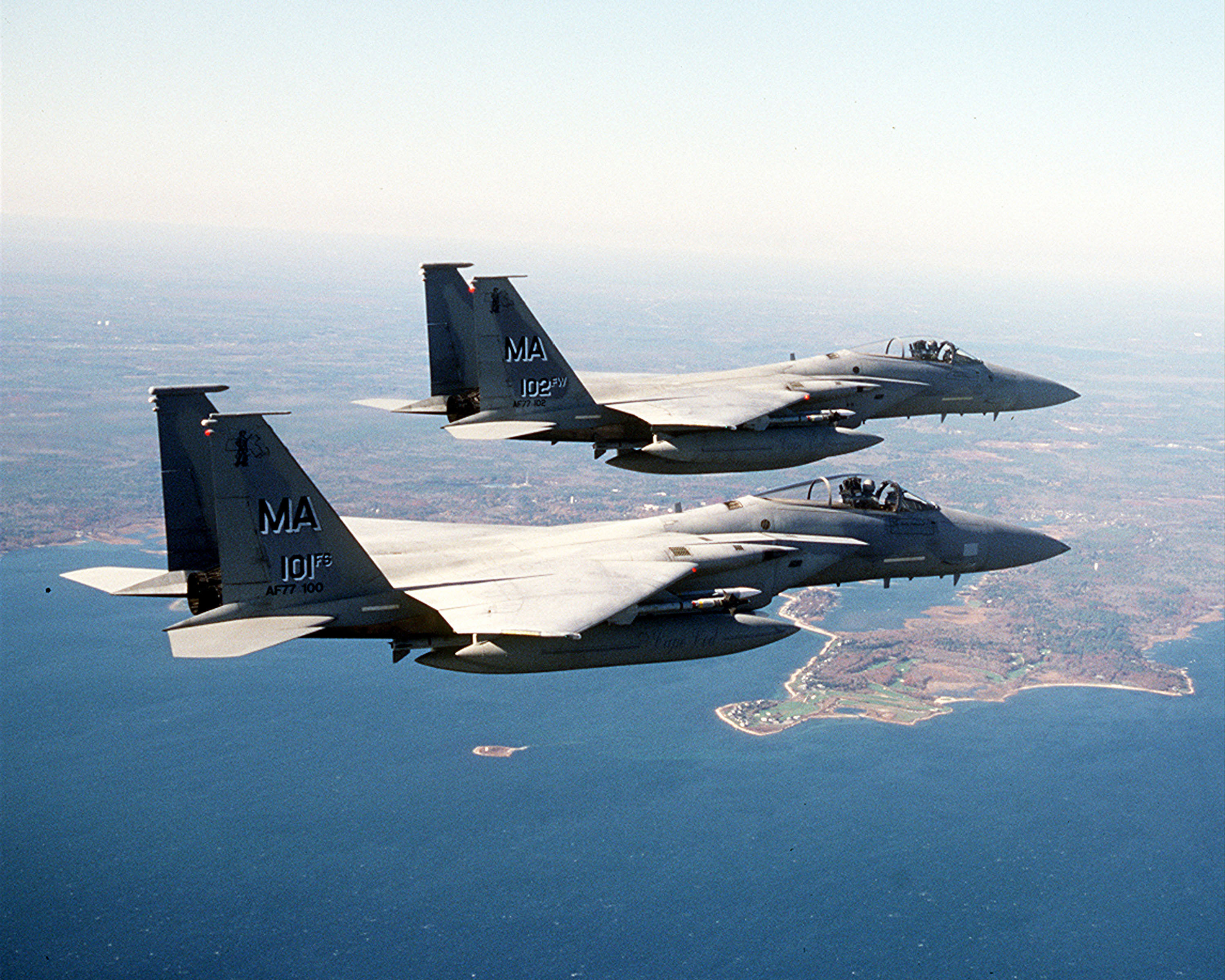
Dos F-15 Eagle estadounidenses en ejercicio de una patrulla aérea de combate.

La patrulla aérea de combate, también conocida por sus siglas en inglés CAP (Combat Air Patrol), es una táctica de defensa aérea para proteger un área que consiste en mantener aparatos armados en el aire patrullando una zona para interceptar y destruir aeronaves hostiles antes de que puedan atacar la zona protegida. Esta área protegida puede ser un objetivo terrestre, una zona o grupo de combate (terrestres o marítimos).
La táctica clásica consiste en tener aviones de caza volando según un patrón alrededor del objetivo a defender mientras buscan posibles atacantes. Los patrones de patrulla suelen incluir aviones en diferentes alturas para minimizar los espacios oscuros fuera de radar. En la medida de lo posible las misiones CAP son respaldadas por sistemas de vigilancia terrestres, de los propios navíos escoltados o incluso por aviones AWACS.
Las primeras misiones CAP eran una estrategia de protección de los portaaviones, pero el término se ha generalizado para las operaciones de protección tanto marítimas como terrestres.
La principal diferencia entre las misiones CAP y las de escolta es que los aviones CAP no están atados al grupo que protege, por lo que pueden volar a las altitudes y velocidades que se consideren oportunas, dando una mayor flexibilidad para atacar posibles objetivos. Los aviones de escolta permanecen junto al grupo protegido y sólo actuarían como reacción a un ataque cercano.